# Визоре
Визоре (словен. Vizore) је насељено место у општини Војник, Савињска регија, Словенија.

## Историја
До територијалне реорганизације у Словенији било је у саставу старе општине Цеље.

## Становништво
У попису становништва из 2011. године, Визоре је имало 159 становника.
| Број становника према пописима | Број становника према пописима | Број становника према пописима |
| ------------------------------ | ------------------------------ | ------------------------------ |
| 1991                           | 2002                           | 2011                           |
| 112                            | 133                            | 159                            |